# 22598 Франсспірл
22598 Франсспірл (22598 Francespearl) — астероїд головного поясу, відкритий 23 квітня 1998 року.
Тіссеранів параметр щодо Юпітера — 3,575.